# Divisiones Regionales de la Región de Murcia 1970-71
Las divisiones regionales de fútbol son las categorías de competición futbolística de más bajo nivel en España, en las que participan deportistas aficionados, no profesionales. En las provincias de Murcia, Albacete y Alicante su administración corre a cargo de la Federación Regional Murciana de Clubes de Fútbol. Inmediatamente por encima de estas categorías estaba la Tercera División española.
En la temporada 1970-1971 las divisiones regionales se dividen en Primera Regional y Segunda Regional.
El campeón de Primera Regional asciende a Tercera División.
Para la próxima temporada se crea la Regional Preferente, nueva categoría intermedia entre la Primera Regional y la Tercera División.

## Primera Regional

### Clasificación
|  |     | Equipos de fútbol         | PJ | G  | E  | P  | GF | GC | Dif | Pts |
|  | --- | ------------------------- | -- | -- | -- | -- | -- | -- | --- | --- |
|  | 1.  | CD Eldense                | 36 | 24 | 6  | 6  | 75 | 26 | +49 | 54  |
|  | 2.  | Alicante CF               | 36 | 17 | 13 | 6  | 63 | 28 | +35 | 47  |
|  | 3.  | CD Santa Pola             | 36 | 19 | 6  | 11 | 40 | 24 | +16 | 44  |
|  | 4.  | UD Altea                  | 36 | 17 | 5  | 14 | 54 | 34 | +20 | 39  |
|  | 5.  | Orihuela Deportiva CF     | 36 | 15 | 9  | 12 | 50 | 37 | +13 | 39  |
|  | 6.  | CF Lorca Deportiva        | 36 | 16 | 10 | 10 | 50 | 34 | +16 | 39  |
|  | 7.  | Albacete Balompié         | 36 | 15 | 9  | 12 | 53 | 40 | +13 | 39  |
|  | 8.  | Crevillente Industrial CF | 36 | 14 | 11 | 11 | 58 | 48 | +10 | 39  |
|  | 9.  | Yeclano CF                | 36 | 17 | 4  | 15 | 44 | 47 | -3  | 38  |
|  | 10. | Atlético Cartagena        | 36 | 16 | 6  | 14 | 47 | 55 | -8  | 38  |
|  | 11. | CD La Unión               | 36 | 13 | 9  | 14 | 51 | 69 | -18 | 35  |
|  | 12. | AP Almansa                | 36 | 15 | 4  | 17 | 53 | 49 | +4  | 34  |
|  | 13. | CD Torre Pacheco          | 36 | 13 | 8  | 15 | 49 | 66 | -17 | 34  |
|  | 14. | CD San Vicente            | 36 | 14 | 5  | 17 | 50 | 55 | -5  | 33  |
|  | 15. | Novelda CF                | 36 | 14 | 5  | 17 | 47 | 54 | -7  | 33  |
|  | 16. | Olímpico Juvenil          | 36 | 13 | 4  | 19 | 53 | 65 | -12 | 30  |
|  | 17. | AD Hellín                 | 36 | 11 | 5  | 20 | 42 | 61 | -19 | 27  |
|  | 18. | Rayo Ibense CF            | 36 | 11 | 5  | 20 | 41 | 68 | -27 | 24  |
|  | 19. | Benidorm CD               | 36 | 2  | 8  | 26 | 25 | 85 | -60 | 10  |
|  | 20. | CD Alhameño               | 0  | 0  | 0  | 0  | 0  | 0  | 0   | 0   |

Pts = Puntos; PJ = Partidos Jugados; G = Partidos Ganados; E = Partidos Empatados; P = Partidos Perdidos; GF = Goles Anotados; GC = Goles Recibidos
|  | Asciende a Tercera División  |
|  | Desciende a Primera Regional |

### Promoción de ascenso a Tercera División
| Ida; 13 de junio de 1971 | Alicante CF | 3:3 | CD Atlético Baleares |  |  |

| Vuelta; 20 de junio de 1971 | CD Atlético Baleares | 1:0 | Alicante CF |  |  |

## Segunda Regional

### Clasificación Grupo 1
|  |     | Equipos de fútbol      | PJ | G  | E | P  | GF | GC | Dif | Pts |
|  | --- | ---------------------- | -- | -- | - | -- | -- | -- | --- | --- |
|  | 1.  | CD Villena             | 26 | 20 | 4 | 2  | 85 | 18 | +67 | 44  |
|  | 2.  | Monóvar CD             | 26 | 15 | 8 | 3  | 61 | 35 | +26 | 38  |
|  | 3.  | CD Caudetano           | 25 | 13 | 8 | 4  | 39 | 22 | +17 | 34  |
|  | 4.  | Sax CF                 | 26 | 15 | 3 | 8  | 59 | 45 | +14 | 33  |
|  | 5.  | CD Petrel              | 26 | 14 | 4 | 8  | 64 | 45 | +19 | 32  |
|  | 6.  | Pinoso CF              | 26 | 11 | 3 | 12 | 49 | 55 | -6  | 25  |
|  | 7.  | CD Zahor Algueña       | 25 | 9  | 7 | 9  | 45 | 57 | -12 | 25  |
|  | 8.  | Elda Industrial CF     | 26 | 10 | 2 | 14 | 41 | 49 | -8  | 22  |
|  | 9.  | Monforte CD            | 26 | 9  | 2 | 15 | 47 | 75 | -28 | 20  |
|  | 10. | CD Sagrado Corazón     | 26 | 7  | 5 | 14 | 36 | 53 | -17 | 19  |
|  | 11. | CD Tapicerías Navarro  | 26 | 6  | 7 | 13 | 33 | 51 | -18 | 19  |
|  | 12. | CD Atlético Aspe       | 26 | 8  | 5 | 13 | 44 | 58 | -14 | 18  |
|  | 13. | Atlético Villarrobledo | 26 | 6  | 6 | 14 | 34 | 40 | -6  | 18  |
|  | 14. | CD Agostense           | 26 | 3  | 6 | 17 | 23 | 57 | -34 | 12  |

Pts = Puntos; PJ = Partidos Jugados; G = Partidos Ganados; E = Partidos Empatados; P = Partidos Perdidos; GF = Goles Anotados; GC = Goles Recibidos
|  | Asciende a Primera Regional y opta al ascenso a la nueva Regional Preferente |
|  | Asciende a Primera Regional                                                  |

### Clasificación Grupo 2
|  |     | Equipos de fútbol      | PJ | G  | E | P  | GF | GC | Dif | Pts |
|  | --- | ---------------------- | -- | -- | - | -- | -- | -- | --- | --- |
|  | 1.  | SD Villajoyosa         | 26 | 22 | 4 | 0  | 83 | 16 | +67 | 48  |
|  | 2.  | CD Almoradí            | 26 | 16 | 5 | 5  | 57 | 21 | +36 | 37  |
|  | 3.  | Muchamiel CF           | 26 | 15 | 4 | 7  | 49 | 32 | +17 | 34  |
|  | 4.  | Jijona CF              | 25 | 13 | 5 | 7  | 47 | 31 | +16 | 31  |
|  | 5.  | Atlético Petrelense CF | 25 | 12 | 6 | 7  | 51 | 31 | +20 | 30  |
|  | 6.  | CD Dolores             | 26 | 13 | 3 | 10 | 52 | 39 | +13 | 29  |
|  | 7.  | Callosa Deportiva CF   | 26 | 11 | 5 | 10 | 42 | 41 | +1  | 27  |
|  | 8.  | UD San Fulgencio       | 24 | 10 | 6 | 8  | 36 | 42 | -6  | 26  |
|  | 9.  | CD Albatera            | 26 | 9  | 7 | 10 | 39 | 35 | +4  | 25  |
|  | 10. | Calpe CF               | 26 | 8  | 7 | 11 | 26 | 42 | -16 | 23  |
|  | 11. | UD Aspense             | 26 | 7  | 5 | 14 | 31 | 51 | -20 | 19  |
|  | 12. | Guardamar CF           | 26 | 7  | 3 | 16 | 33 | 58 | -25 | 17  |
|  | 13. | UD Benidorm            | 26 | 5  | 2 | 19 | 22 | 59 | -37 | 12  |
|  | 14. | Rigas CF               | 26 | 0  | 2 | 24 | 14 | 84 | -70 | 2   |

Pts = Puntos; PJ = Partidos Jugados; G = Partidos Ganados; E = Partidos Empatados; P = Partidos Perdidos; GF = Goles Anotados; GC = Goles Recibidos
|  | Asciende a Primera Regional y opta al ascenso a la nueva Regional Preferente |
|  | Asciende a Primera Regional                                                  |

### Clasificación Grupo 3
|  |     | Equipos de fútbol    | PJ | G  | E | P  | GF | GC | Dif | Pts |
|  | --- | -------------------- | -- | -- | - | -- | -- | -- | --- | --- |
|  | 1.  | CD Mar Menor         | 26 | 19 | 5 | 2  | 67 | 23 | +44 | 43  |
|  | 2.  | Abarán CF            | 26 | 18 | 4 | 4  | 62 | 25 | +37 | 40  |
|  | 3.  | Pinatar CF           | 26 | 18 | 3 | 5  | 69 | 36 | +33 | 39  |
|  | 4.  | CD Cieza             | 26 | 17 | 3 | 6  | 66 | 22 | +44 | 37  |
|  | 5.  | CR Repesa            | 26 | 15 | 4 | 7  | 67 | 38 | +29 | 34  |
|  | 6.  | CR Patiño            | 26 | 12 | 6 | 8  | 51 | 40 | +11 | 30  |
|  | 7.  | Cotillas FJ          | 26 | 12 | 5 | 9  | 45 | 34 | +11 | 29  |
|  | 8.  | GE Cobarro Hortícola | 26 | 10 | 3 | 13 | 44 | 39 | +5  | 23  |
|  | 9.  | CD Roldán            | 26 | 7  | 6 | 13 | 34 | 58 | -24 | 20  |
|  | 10. | Fortuna CD           | 26 | 4  | 8 | 14 | 28 | 52 | -24 | 16  |
|  | 11. | CF Santomera         | 26 | 7  | 4 | 15 | 47 | 77 | -30 | 15  |
|  | 12. | Blanca OJE           | 26 | 5  | 5 | 16 | 24 | 59 | -35 | 15  |
|  | 13. | AD Cieza             | 26 | 4  | 3 | 19 | 29 | 84 | -55 | 11  |
|  | 14. | Alguazas OJE         | 26 | 3  | 3 | 20 | 33 | 79 | -46 | 9   |

Pts = Puntos; PJ = Partidos Jugados; G = Partidos Ganados; E = Partidos Empatados; P = Partidos Perdidos; GF = Goles Anotados; GC = Goles Recibidos
|  | Asciende a Primera Regional y opta al ascenso a la nueva Regional Preferente |
|  | Asciende a Primera Regional                                                  |

### Clasificación Grupo 4
|  |     | Equipos de fútbol | PJ | G  | E | P  | GF | GC | Dif | Pts |
|  | --- | ----------------- | -- | -- | - | -- | -- | -- | --- | --- |
|  | 1.  | Atlético Muleño   | 26 | 19 | 3 | 4  | 83 | 25 | +58 | 41  |
|  | 2.  | Caravaca CF       | 26 | 18 | 3 | 5  | 71 | 27 | +44 | 39  |
|  | 3.  | Águilas CF        | 26 | 16 | 4 | 6  | 59 | 28 | +31 | 36  |
|  | 4.  | Mazarrón CF       | 26 | 15 | 5 | 6  | 62 | 34 | +28 | 35  |
|  | 5.  | OJE Bullense      | 26 | 15 | 4 | 7  | 65 | 37 | +28 | 34  |
|  | 6.  | CD Bala Azul      | 26 | 15 | 3 | 8  | 65 | 38 | +27 | 33  |
|  | 7.  | Deportiva Minera  | 26 | 12 | 3 | 11 | 51 | 50 | +1  | 27  |
|  | 8.  | CD Lumbreras      | 26 | 10 | 4 | 12 | 42 | 51 | -9  | 24  |
|  | 9.  | Fuente Álamo CF   | 26 | 10 | 2 | 14 | 58 | 74 | -16 | 22  |
|  | 10. | CF Huercalense    | 26 | 8  | 4 | 14 | 37 | 57 | -20 | 20  |
|  | 11. | CD Pliego         | 26 | 8  | 4 | 14 | 44 | 59 | -15 | 20  |
|  | 12. | Alcantarilla CF   | 26 | 6  | 2 | 18 | 45 | 75 | -30 | 14  |
|  | 13. | Librilla OJE      | 26 | 4  | 1 | 21 | 32 | 97 | -65 | 9   |
|  | 14. | CD Algarense      | 26 | 4  | 2 | 20 | 31 | 93 | -62 | 8   |

Pts = Puntos; PJ = Partidos Jugados; G = Partidos Ganados; E = Partidos Empatados; P = Partidos Perdidos; GF = Goles Anotados; GC = Goles Recibidos
|  | Asciende a Primera Regional y opta al ascenso a la nueva Regional Preferente |
|  | Asciende a Primera Regional                                                  |

### Fase de ascenso a Regional Preferente
|  |    | Equipos de fútbol | PJ | G | E | P | GF | GC | Dif | Pts |
|  | -- | ----------------- | -- | - | - | - | -- | -- | --- | --- |
|  | 1. | SD Villajoyosa    | 6  | 4 | 1 | 1 | 21 | 7  | +14 | 9   |
|  | 2. | CD Villena        | 6  | 3 | 2 | 1 | 14 | 6  | +8  | 8   |
|  | 3. | Atlético Muleño   | 6  | 3 | 1 | 2 | 11 | 11 | 0   | 7   |
|  | 4. | CD Mar Menor      | 6  | 0 | 0 | 6 | 4  | 26 | -22 | 0   |

Pts = Puntos; PJ = Partidos Jugados; G = Partidos Ganados; E = Partidos Empatados; P = Partidos Perdidos; GF = Goles Anotados; GC = Goles Recibidos
|  | Asciende a Regional Preferente |
|  | Se queda en Primera Regional   |